# Kretteln

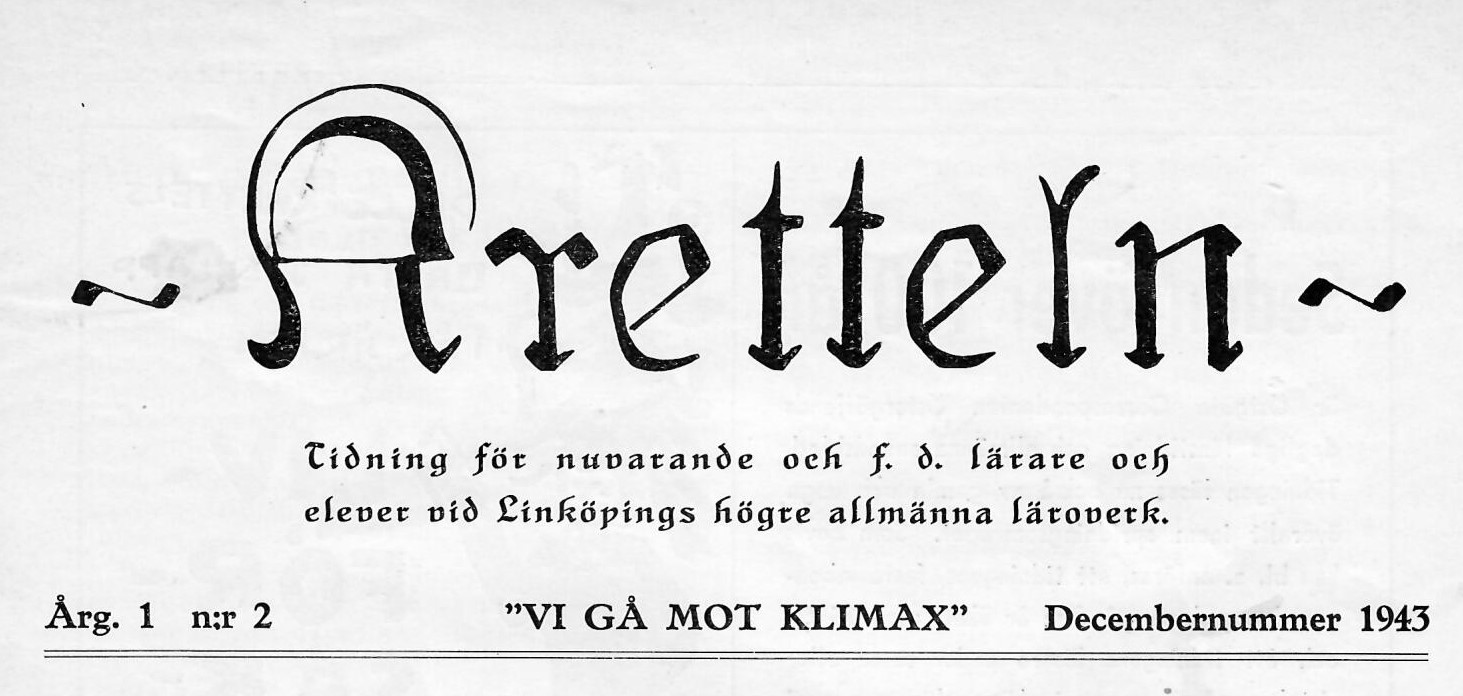
Krettelns tidningshuvud i december 1943.

Kretteln var ursprungligen beteckningen för skol- och samhällsinriktade tryckta periodiska skrifter som utgavs vid Linköpings högre allmänna läroverk (LHAL), från 1966 Katedralskolan. Syfte och inriktning har skiftat under olika perioder i Krettelns historia i takt med att nya elevgenerationer svarat för innehållet. År 1943 utgavs tidningen "för nuvarande och f.d. lärare och elever vid Linköpings högre allmänna läroverk". På 1950-talet skedde en uppmärksammad nystart av den dåvarande elevgenerationen vid skolan. Devisen ändrades till "Kretteln: Linköpings elevtidning" för att markera förändringen, dvs endast elever skrev alla artiklar. Redaktionen flyttade ut  från skolan till egna lokaler på Klostergatan. En av de tongivande initiativtagarna var Lars Furhoff, elev vid skolan och senare rektor för Journalistinstitutet och Journalisthögskolan i Stockholm. Efter ett antal år med regelbunden utgivning kom nya elevgenerationer att i sin tur ändra frekvensen och inriktningen men behålla namnet. Redaktionen fick åter sitt säte i skolbyggnaderna. Från 2012 har Kretteln musik- och recensionsartiklar. 